# Chărsovo (distrikt i Blagoevgrad)
Chărsovo (bulgariska: Хърсово) är ett distrikt i Bulgarien.   Det ligger i kommunen Obsjtina Sandanski och regionen Blagoevgrad, i den sydvästra delen av landet, 140 km söder om huvudstaden Sofia.